# Pirmil
Pour les articles homonymes, voir Pirmil (homonymie).
Pirmil est une commune française, située dans le département de la Sarthe en région Pays de la Loire, peuplée de 505 habitants (les Pirmiliens).
La commune fait partie de la province historique du Maine, et se situe dans la Champagne mancelle.

## Géographie
Pirmil est une commune sarthoise située à 30 km au sud-ouest du Mans et bordée par la Gée.

### Communes limitrophes
|                     | Vallon-sur-Gée   | Maigné           |
| Chantenay-Villedieu | Pirmil           | Fercé-sur-Sarthe |
| Tassé               | Noyen-sur-Sarthe |                  |

### Climat
Pour des articles plus généraux, voir Climat des Pays de la Loire et Climat de la Sarthe.
En 2010, le climat de la commune est de type climat océanique dégradé des plaines du Centre et du Nord, selon une étude du CNRS s'appuyant sur une série de données couvrant la période 1971-2000. En 2020, Météo-France publie une typologie des climats de la France métropolitaine dans laquelle la commune est exposée à un climat océanique et est dans la région climatique  Moyenne vallée de la Loire, caractérisée par une bonne insolation (1 850 h/an) et un été peu pluvieux. 
Pour la période 1971-2000, la température annuelle moyenne est de 11,3 °C, avec une amplitude thermique annuelle de 14,2 °C. Le cumul annuel moyen de précipitations est de 715 mm, avec 11,7 jours de précipitations en janvier et 6,8 jours en juillet. Pour la période 1991-2020, la température moyenne annuelle observée sur la station météorologique de Météo-France la plus proche, sur la commune de Saint-Loup-du-Dorat à 24 km à vol d'oiseau, est de 12,2 °C et le cumul annuel moyen de précipitations est de 760,0 mm,. Pour l'avenir, les paramètres climatiques de la commune estimés pour 2050 selon différents scénarios d'émission de gaz à effet de serre sont consultables sur un site dédié publié par Météo-France en novembre 2022.

## Urbanisme

### Typologie
Au 1er janvier 2024, Pirmil est catégorisée commune rurale à habitat très dispersé, selon la nouvelle grille communale de densité à sept niveaux définie par l'Insee en 2022.
Elle est située hors unité urbaine. Par ailleurs la commune fait partie de l'aire d'attraction du Mans, dont elle est une commune de la couronne,. Cette aire, qui regroupe 144 communes, est catégorisée dans les aires de 200 000 à moins de 700 000 habitants,.

### Occupation des sols
L'occupation des sols de la commune, telle qu'elle ressort de la base de données européenne d’occupation biophysique des sols Corine Land Cover (CLC), est marquée par l'importance des territoires agricoles (96,9 % en 2018), une proportion identique à celle de 1990 (96,9 %). La répartition détaillée en 2018 est la suivante : 
terres arables (51,9 %), prairies (44,5 %), forêts (3,1 %), zones agricoles hétérogènes (0,5 %). L'évolution de l’occupation des sols de la commune et de ses infrastructures peut être observée sur les différentes représentations cartographiques du territoire : la carte de Cassini (XVIIIe siècle), la carte d'état-major (1820-1866) et les cartes ou photos aériennes de l'IGN pour la période actuelle (1950 à aujourd'hui).

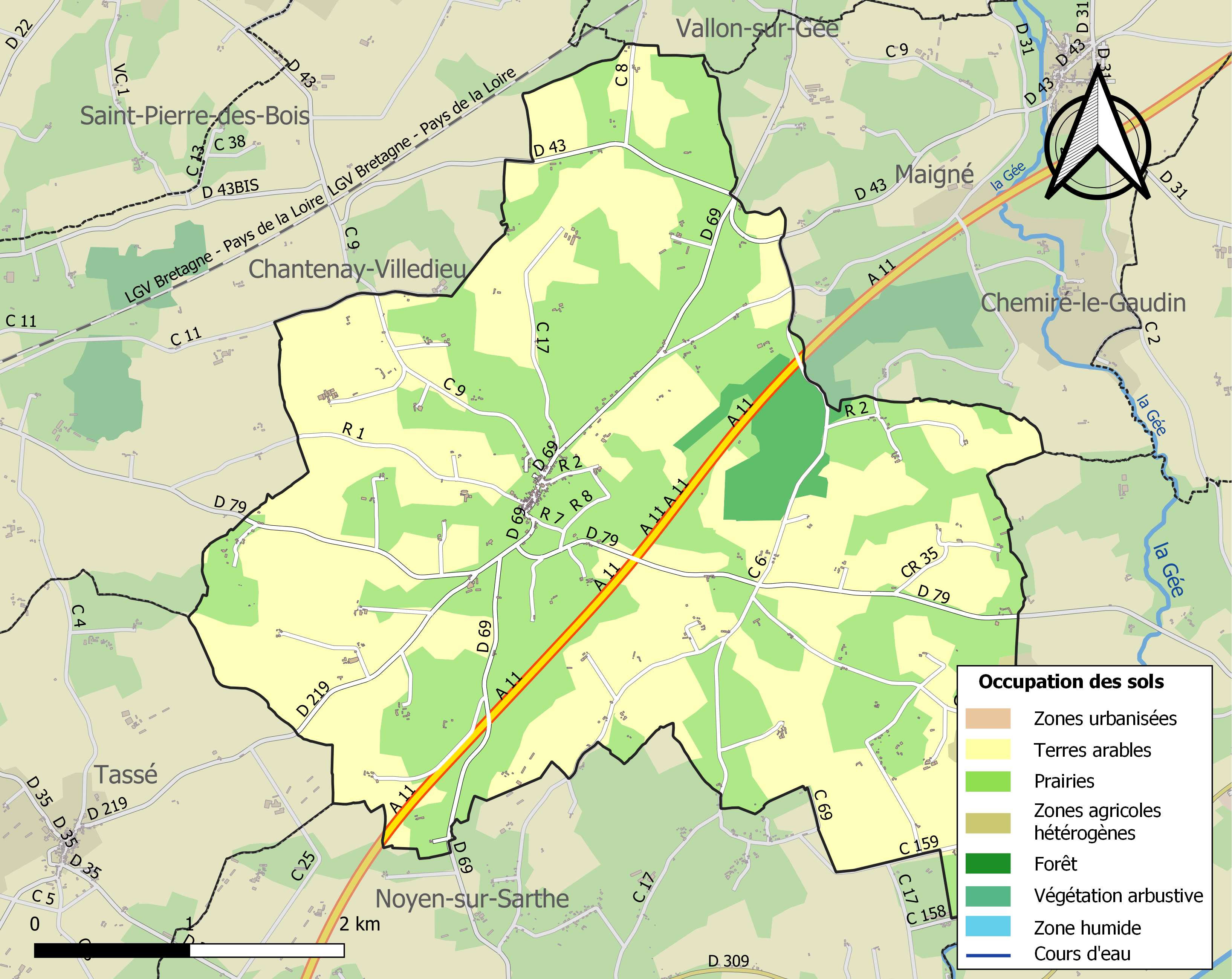
Carte des infrastructures et de l'occupation des sols de la commune en 2018 (CLC).

## Histoire
Bertrand Du Guesclin tint garnison au château de la Balluère en 1361, défendant ce lieu avec acharnement contre Jean de Montfort, duc de Bretagne, qui avait fait alliance avec le roi d’Angleterre, durant la guerre de Succession de Bretagne et la guerre de Cent Ans.
On dit également que s’en revenant de la bataille de Pontvallain et se trouvant à passer à proximité, il y fut reçu en 1370, par Jean du Fou, seigneur de Pirmil et exécuteur testamentaire d’Anne de Bretagne.

## Politique et administration
| Période                                  | Période   | Identité              | Étiquette             | Qualité                         |
| ---------------------------------------- | --------- | --------------------- | --------------------- | ------------------------------- |
| juin 1995                                | mars 2008 | Jean-Marie Couilleaux | SE                    | Dirigeant de société            |
| mars 2008                                | mai 2020  | Gaël Lagneau          | LREM[réf. nécessaire] | Responsable sectoriel industrie |
| mai 2020                                 | En cours  | Christian Chotard     | SE                    | Retraité de l'enseignement      |
| Les données manquantes sont à compléter. |           |                       |                       |                                 |

## Démographie
L'évolution du nombre d'habitants est connue à travers les recensements de la population effectués dans la commune depuis 1793. Pour les communes de moins de 10 000 habitants, une enquête de recensement portant sur toute la population est réalisée tous les cinq ans, les populations de référence des années intermédiaires étant quant à elles estimées par interpolation ou extrapolation. Pour la commune, le premier recensement exhaustif entrant dans le cadre du nouveau dispositif a été réalisé en 2008.
En 2022, la commune comptait 505 habitants, en évolution de −2,88 % par rapport à 2016 (Sarthe : −0,25 %, France hors Mayotte : +2,11 %).
| 1793 | 1800 | 1806 | 1821 | 1831  | 1836  | 1841 | 1846  | 1851  |
| ---- | ---- | ---- | ---- | ----- | ----- | ---- | ----- | ----- |
| 858  | 864  | 861  | 954  | 1 041 | 1 000 | 994  | 1 014 | 1 042 |

| 1856  | 1861  | 1866  | 1872 | 1876 | 1881 | 1886 | 1891 | 1896 |
| ----- | ----- | ----- | ---- | ---- | ---- | ---- | ---- | ---- |
| 1 053 | 1 024 | 1 026 | 987  | 959  | 911  | 903  | 817  | 815  |

| 1901 | 1906 | 1911 | 1921 | 1926 | 1931 | 1936 | 1946 | 1954 |
| ---- | ---- | ---- | ---- | ---- | ---- | ---- | ---- | ---- |
| 801  | 712  | 755  | 689  | 705  | 675  | 668  | 663  | 627  |

| 1962 | 1968 | 1975 | 1982 | 1990 | 1999 | 2006 | 2008 | 2013 |
| ---- | ---- | ---- | ---- | ---- | ---- | ---- | ---- | ---- |
| 658  | 551  | 474  | 401  | 367  | 382  | 440  | 456  | 504  |

| 2018 | 2022 | - | - | - | - | - | - | - |
| ---- | ---- | - | - | - | - | - | - | - |
| 505  | 505  | - | - | - | - | - | - | - |

## Lieux et monuments
- Château de la Balluère du XVe siècle et Renaissance, inscrit au titre des monuments historiques en 1984. À cette même date, la tourelle d'escalier est classée au titre des monuments historiques[19].
- Église Saint-Jouin des XIIe et XVIe siècles, classée au titre des monuments historiques en 1912[20].
- Château de Cheneru (ruines), des XIIIe, XVe et XVIe siècles[21].
- Motte castrale, dite château de Saint-Étienne, site archéologique.
- Motte castrale, au lieu-dit la Motte.
- Manoir de la Béziguère.

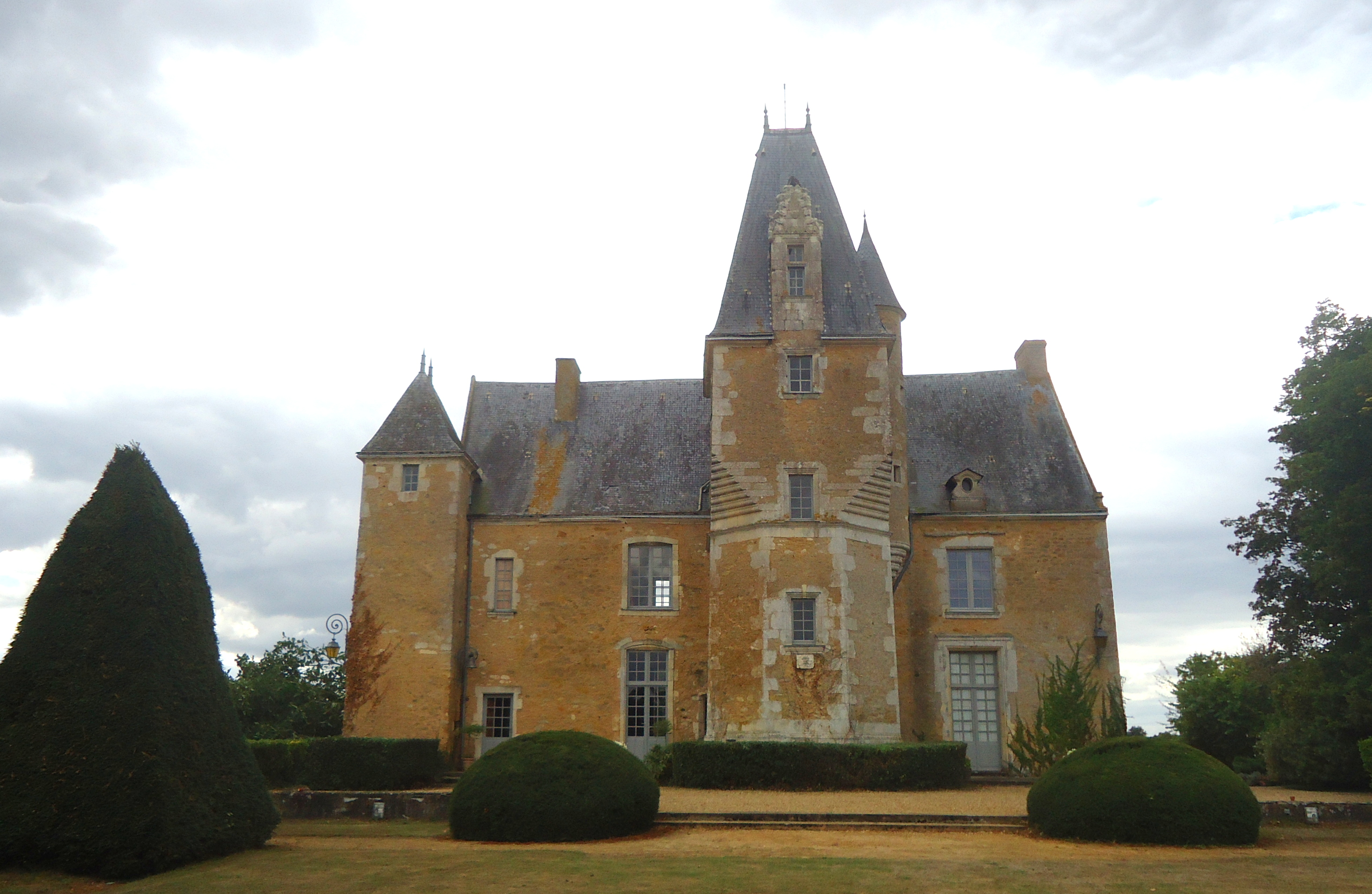
Le château de la Balluère.
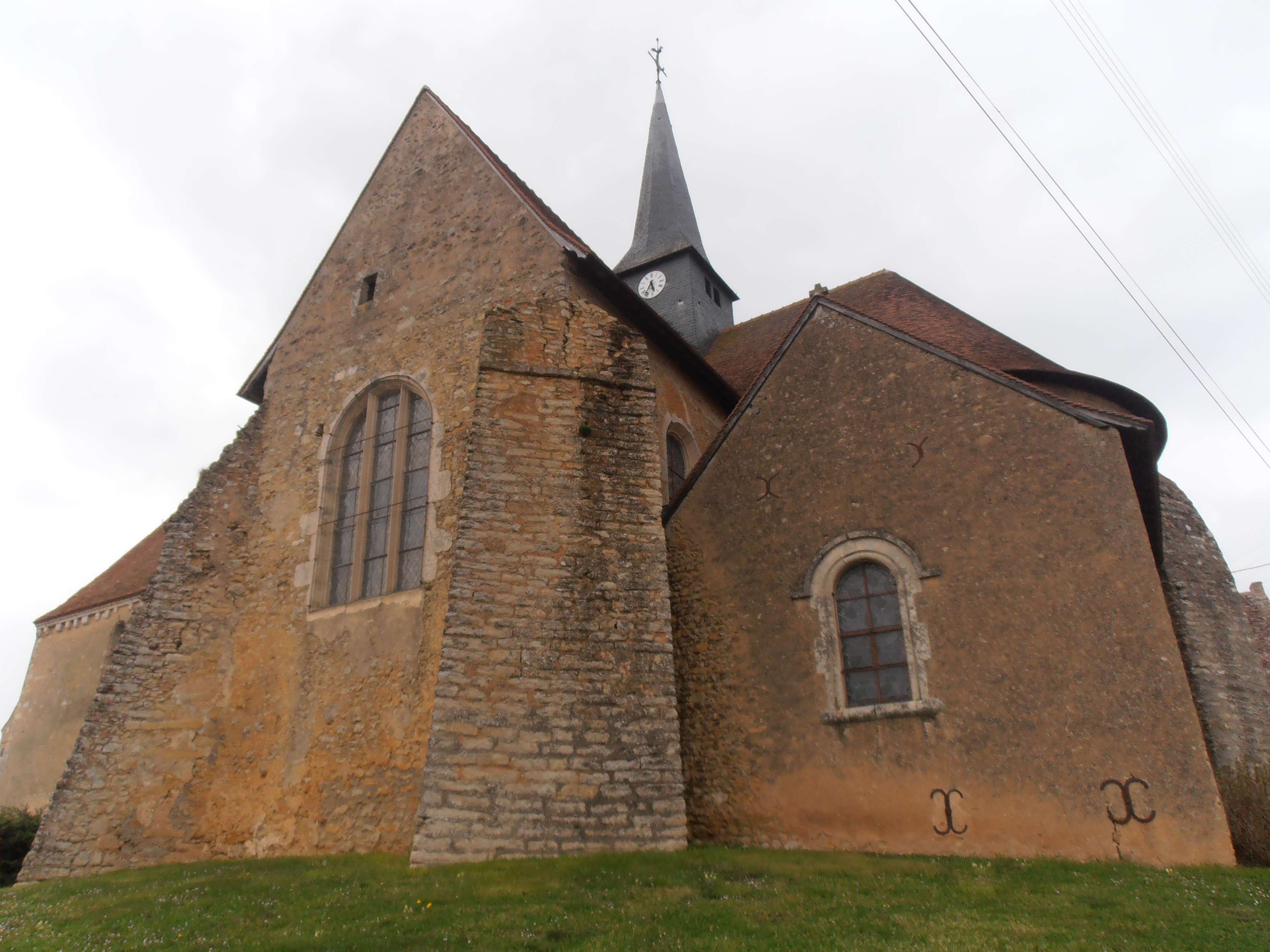
L'église Saint-Jouin.
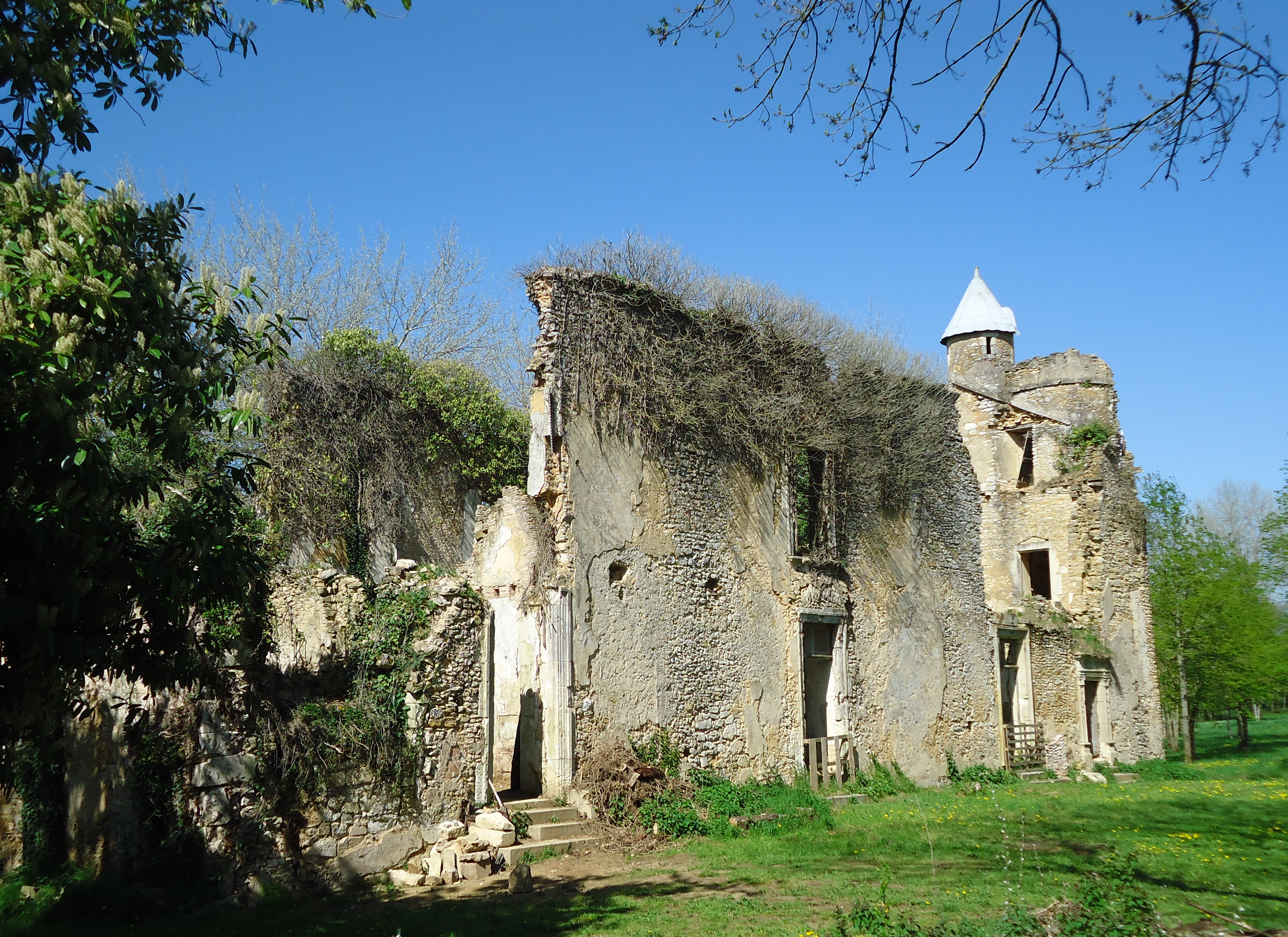
Le château de Cheneru (ruines).
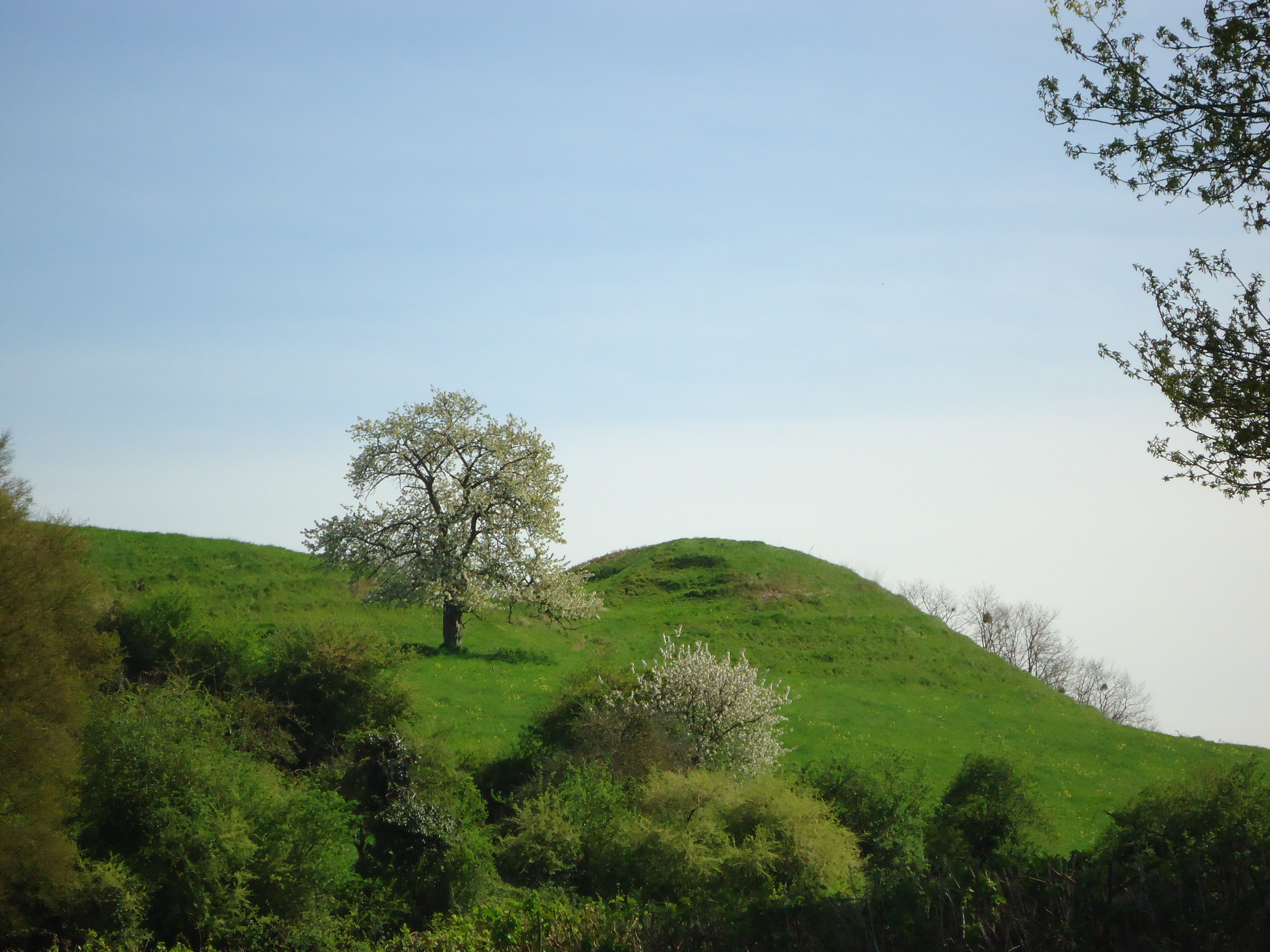
La motte castrale, dite château de Saint-Étienne.
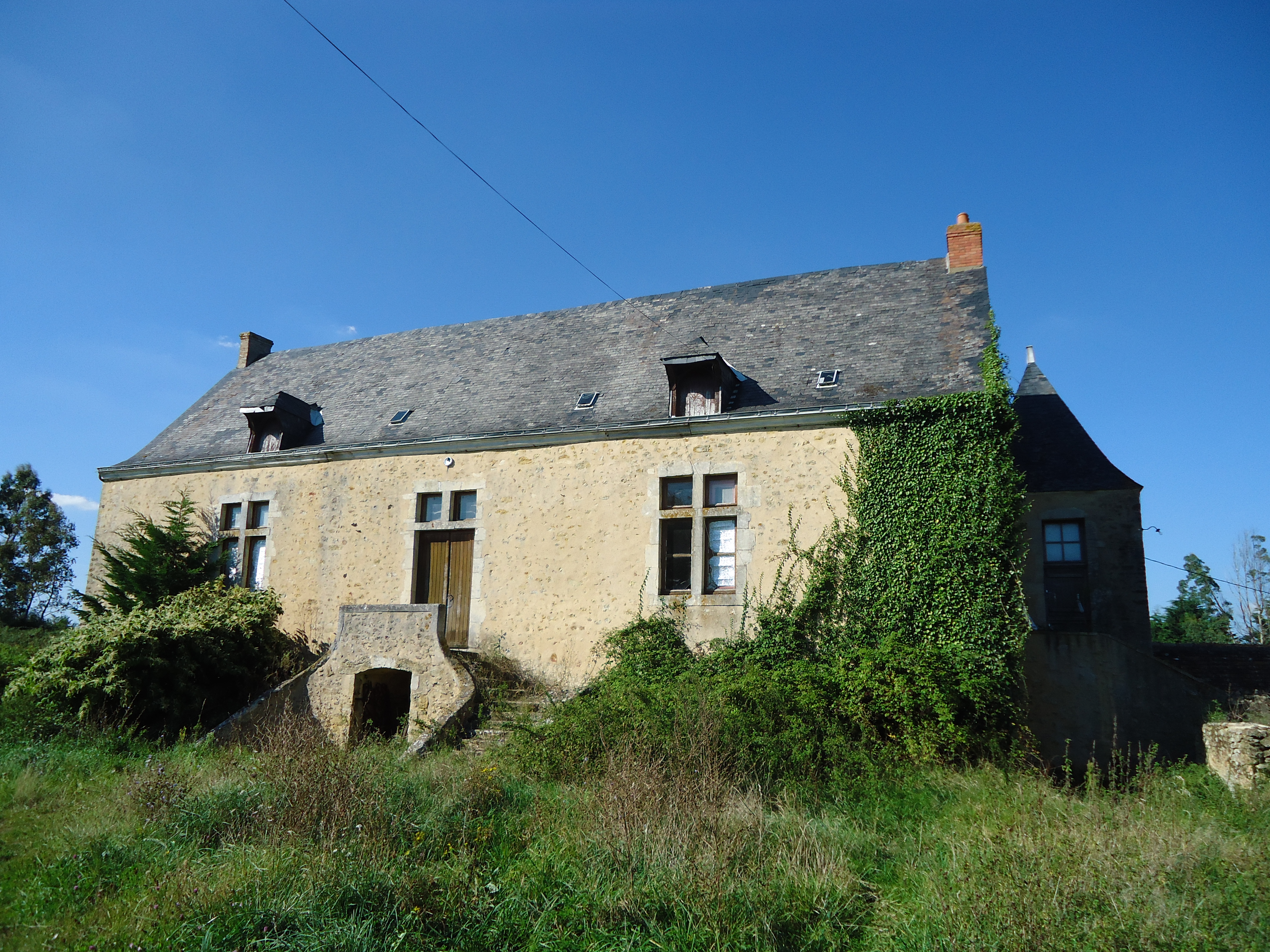
Le manoir de la Béziguère.

## Activité et manifestations
En août 2022, un club de football a été créé sous le nom de Pirmil Football Club et joue ses matchs à domicile sur le city stade de Pirmil situé à l'ouest du village[réf. nécessaire].

## Personnalités liées
- Yves Niaré, athlète, y est décédé en 2012, dans un accident de voiture sur l'A11[22].